# Longrita insidiosa
Espèce
Synonymes
- Hemicloea insidiosa Simon, 1908

Longrita insidiosa est une espèce d'araignées aranéomorphes de la famille des Trachycosmidae.

## Distribution
Cette espèce est endémique d'Australie. Elle se rencontre dans le Sud de l'Australie-Occidentale et de l'Australie-Méridionale.

## Description
Les femelles syntypes mesurent de 12 à 15 mm.
Le mâle décrit par Platnick en 2002 mesure 11 mm et la femelle 11 mm.

## Systématique et taxinomie
Cette espèce a été décrite sous le protonyme Hemicloea insidiosa par Simon en 1908. Elle est placée dans le genre Longrita par Platnick en 2002.

## Publication originale
- Simon, 1908 : « Araneae. 1re partie. » Die Fauna Südwest-Australiens, vol. 1, no 12, p. 359-446 (texte intégral).